# مقاطعة كولورادو (تكساس)

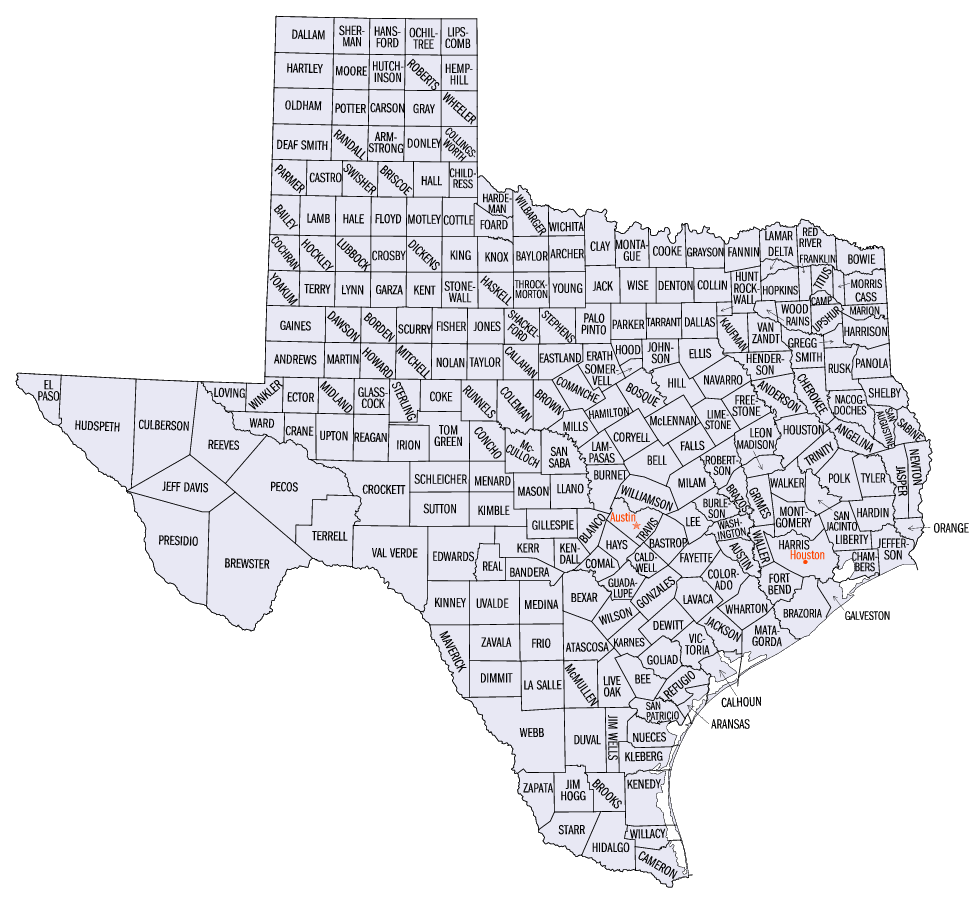
خارطة مقاطعات تكساس

مقاطعة كولورادو (بالإنجليزية: Colorado  County)‏ هي إحدى المقاطعات في ولاية تكساس، الولايات المتحدة الأمريكية.

## أعلام
- دان إدواردز
- تشارلز ناغل